# Cayucupil

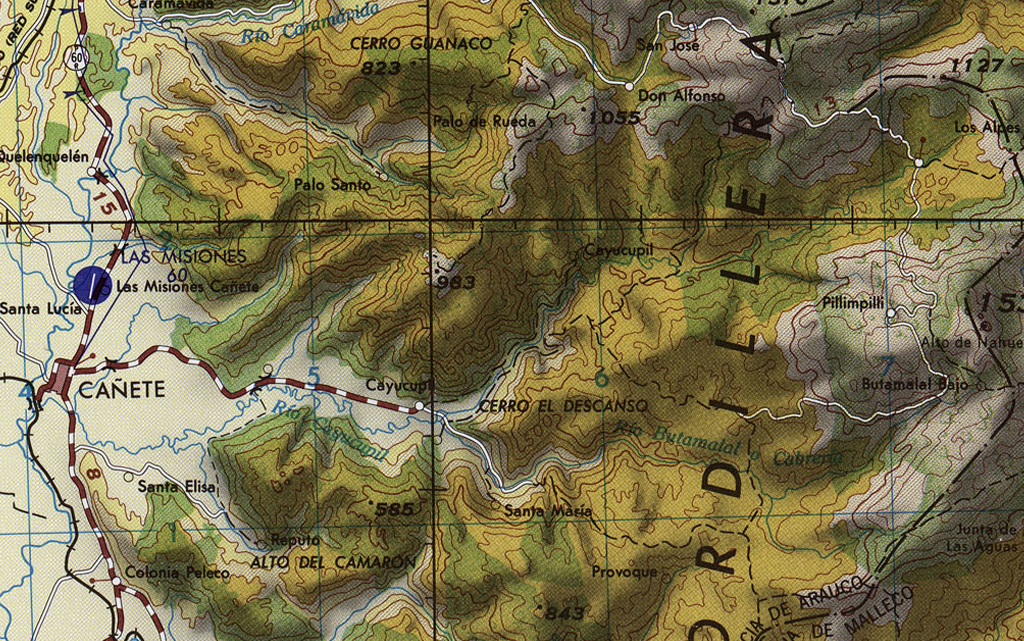
Valle de Cayucupil, perteneciente a la comuna de Cañete, VIII Región, Chile.

Cayucupil, (mapudungún: Seis cunas), es una localidad del sur de Chile, perteneciente a la comuna de Cañete, Provincia de Arauco de la VIII Región del Biobío. Se encuentra ubicada al este de la ciudad histórica de Cañete y su población es de 1.897 habitantes, concentrando 1.645 habitantes en la zona más poblada. Se puede acceder a este sector por la Ruta P-560, ruta pavimentada que se encuentra en óptimas condiciones todo el año. Desde el 11 de noviembre de 2011 es considerada zona urbana.

## Etimología
La palabra Cayucupil proviene del mapudungún, y de la asociación de las palabras Cayu (Seis) y Cupil (Cunas). La acepción del nombre más aceptado proviene de las seis quebradas que rodean al valle, ubicado en la precordillera de Nahuelbuta. 
Existen otras derivaciones que son menos aceptados como significado, tales como seis chamuscados, seis pelados, seis flechas o seis armazones de casa. En los primeros documentos notariales de la zona, también se le denomina Caicupil. En algunas comunidades mapuche también lo denominan Kaiküpü.

## Sectores
El Valle de Cayucupil comprende una serie de sectores rurales, que conforman la localidad:
- Cayucupil: Villa Cayucupil, Tres Sauces, Rucañirre, Puchacay.
- San Antonio: Anique, Clarisa, Palmeras/Llancao, Avellanal, San Antonio, Pulebu, Conhueco, La Curva.
- Butamalal: Butamalal Bajo, Butamalal Alto, Tres Marías, Porvenir, Provoque, El Natri.
- Cayucupil Alto: El Descanso, La Esperanza, Puente Largo, El Chacay, Pillimpilli, Pichinahuel.

## Historia

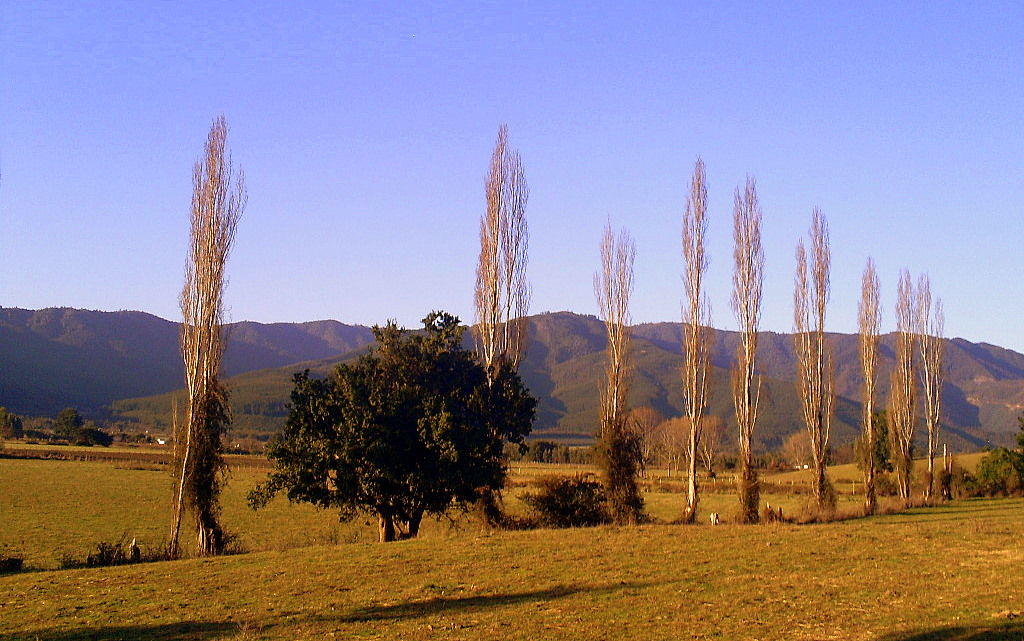
Pulebu, localidad ubicada en el Valle de Cayucupil

### El Valle que enfrentó a mapuche y español
El Valle que cobija al sector de Cayucupil en los tiempos de la conquista fue ocupado por las fuerzas araucanas que luchaban contra la invasión española. En ella se hacían reuniones y ceremoniales mapuches que mostraban el poderío de combate y la unión de fuerzas del mapuche en los denominados lof.
En 1553, los guerreros del lof de Cayucupil se contabilizan en una fuerza superior a los 3.000 hombres, y son descritos por los cronistas como "hombres que trajo de la cordillera hechos al trabajo y duros como sus peñas".
A fines de 1557 tras la reconstrucción del Fuerte Tucapel, Alonso de Reinoso y Felipe de Mendoza irrumpen en una reunión de guerreros mapuche en el valle de Cayucupil. Pese a la rotunda victoria española, tras comprobar las embriaguez de muchos de los araucanos, la victoria no fue total, pues tres españoles fueron muertos, entre ellos el único espadero de la fortificación.
Célebres capítulos de poemas épicos, como La Araucana de Alonso de Ercilla y Zúñiga, reconocen a los alrededores de este terreno como los más complicados de atravesar en las rutas de aquellos tiempos. Las cercanías del valle fueron el escenario de la Batalla de Cayucupil el 20 de enero de 1558, donde los españoles que regresaban de La Imperial, debieron lidiar con el acecho de las fuerzas araucanas lideradas por Caupolicán en este episodio de la Guerra de Arauco, consignado en el Canto XVIII de La Araucana. Este hecho desencadenaría la persecución de Pedro de Avendaño a las huestes mapuches, finalizando días más tarde en la captura de Caupolicán en Antihuala.
En septiembre de 1561 se produjo un levantamiento mapuche que desencadenó nuevas acciones bélicas, que condujeron a las comunidades mapuche de los valles de Cayucupil y Pilmaiquen a registrar una serie de encuentros con tropas españolas, como dos combates en el sector de Lincoya, donde levantan un fuerte, como parte de las estrategias de defensa y ataque.
Entre 1566 y 1568, Agustín de Cepeda y Ahumada se convierte en corregidor de Cañete y toma encomiendas en la zona Cayucupil.
En 1602, cuatro años después del Alzamiento de Curalaba, los españoles dejan el territorio en poder de los mapuche, denominados por los españoles del siglo XVI como los tucapelinos, puesto que pertenecían al Ayllarehue Tucapel (territorio comprendido desde el sur del río Lebu y el norte del río Lleu-Lleu).
El 15 de enero de 1605, Alonso de Ribera nombra a Pedro Cortes Monroy como maestre de campo. La carta de información es escrita en Cayucupil. Posteriormente en 1615, el Rey otorgará una Real Cédula a Cortes Monroy pagadera desde Perú.
En 1605 el padre Luis de Valdivia permanece nueve meses en la zona de Arauco, sin resguardo militar, bautizando a más de cinco mil mapuches de diversas comunidades, entre ellas Cayucupil. Esta acción respaldó su estrategia conocida como Guerra defensiva. Inclusive el Cacique Utamblame de Cayucupil y Elicura le pediría que intercediera en la liberación de uno de sus hijos.
Alonso García Ramón en 1606 informaba al Rey Felipe III que la zona de Cayucupil era: "El peor lugar y más rebelde que hay en toda aquella provincia y donde se cuajan, forman y determinan todas las maldades de esta guerra". Tanto fue el ensañamiento de García Ramón que los cronistas indican que el exterminio fue tal, que no respetó la vida de mujeres ni de niños.
Durante 1609 también se registran algunos hechos en el Valle de Cayucupil, como escaramuzas con el maestre de campo Diego Bravo de Saravia.
Bajo el reinado de Felipe IV, el 15 de diciembre de 1664 se comenzó la realización de algunas campañas militares en la zona de Purén y Cayucupil, encargadas por Francisco de Meneses Brito al maestre de campo Tomas de Calderón, las que volvieron aún más belicosas a las tribus locales, que en ese momento se encontraban en paz y que incluso habían recibido a los españoles con ofrendas de alimentos. Se habla de ejecuciones masivas y de la captura de cerca de 400 personas.
En el parlamento de 1692, realizado en la Plaza de San Carlos de Austria en Yumbel, asisten por el lof de Cayucupil los loncos Anteni, Coliepi, Aucallanca y Marinaguel. También están registrados los nombres de Gullipel, Aigopillan, y Colelan, pero estos pertenecerían al lof de Molhuilla. Si bien acuerdan las paces, mantienen el dominio de su territorio, con el límite histórico del Río Biobío.

### Fuerte Cayucupil
Durante la Ocupación de la Araucanía el Coronel Cornelio Saavedra con el objetivo de incomunicar a las belicosas tribus de la costa con las del valle central decide instalar distintas plazas fuertes en Cayucupil, Contulmo y Relbún. 
En aquel tiempo el refundado Cañete solo tendría alrededor de mil incipientes habitantes que luchaban por construir en los cerca de 200 sitios dispuestos gratuitamente por el gobierno. Las construcciones se limitaban a ranchos pajizos, puesto que las tejas no habían sido suficientes para toda la población.
En aquel tiempo el Cayucupil lelbun o Valle de Cayucupil sería controlado por el cacique Mariñanco (Mariñan) quien se había mostrado dispuesto a la entrada de las fuerzas de Saavedra tras intervención del Padre Buenaventura Ortega.
En 1868, bajo la dirección del Sargento Mayor Gregorio Urrutia, se funda el Fuerte de Cayucupil debido a la importante conexión que brindaba con sus caminos con Angol y la zona que hoy corresponde a la Provincia de Malleco. Según lo escrito por Clímaco Hermosilla Silva en el libro “Cañete de la Frontera y las fortificaciones coloniales y republicanas de su entorno” vemos que hay mucha suposición incluso hoy en día en torno al sitio exacto de la ubicación de la fortificación. Según el profesor Hermosilla, la ubicación del enclave tendría dos lugares tentativos: El cerro La Bandera y el cerro El Descanso.
El cerro La Bandera es más bien por el nombre de la montaña, que correspondería por suposición a que en este lugar flameó la Bandera de Chile en algún cuartel en la antigüedad. La ubicación de este lugar está a unos 400 metros al noreste de los terrenos de la actual sucesión Arnaboldi, quienes han encontrado en dicho lugar muchas evidencias arqueológicas que incluso están siendo exhibidas en el Museo Mapuche de Cañete. Lamentablemente ningún otro antecedente aporta la existencia verídica de la empalizada.
El cerro El Descanso hoy es una plantación forestal casi en el 90%, pero conserva fielmente unos surcos amplios que corresponderían a los fosos o trincheras descritos por Saavedra. 36 metros de largo y 4,5 metros de ancho de supuesta trinchera que fue labrada entre tierra y roca que hoy sirve de pasadizo para ir a la mutilla. Por otro lado, a 180 metros se encuentra otro surco. Mientras que esta trinchera se separa a 520 metros del camino forestal existente ahí.
Muchos de los cayucupilanos no mencionan el verdadero nombre del Puente Cayucupil, ubicado a unos 500 metros del fundo de Dámaso Acuña Jaque, contiguo al cerro El Descanso, sino que eligen el de Puente Cuartel. Esta acepción quizá sirva para dar una pista más de la ubicación del Fuerte sumado al hecho que muchos hablan que a los pies de aquel cerro habría existido hace muchos años una gruta de la Virgen del Carmen, patrona del ejército de Chile, aunque otros mencionan la ubicación específica a la entrada del antiguo Puente, que estaba a solo metros del nuevo.

### Los antecedentes de la entrega de terrenos
El primer antecedente que se tiene de una entrega legalizada y concreta del Fundo Caicupil es el 17 de enero de 1853 cuando José Ignacio Palma, socio del poderoso Juan Alemparte y cuñado de Juan de Dios Rivera, recibe la donación de los terrenos comprendidos desde el filo de la Cordillera de Nahuelbuta por el este, los llanos de Tucapel al poniente, Caramávida (San Alfonso) al norte y territorios indígenas colindante a Butamalal por el sur. Ese día llegaron hasta Concepción. Varios indígenas de la zona liderados por José María Quintriqueo y, destacan entre sus acompañantes, los caciques José Pichiquintriqueo, Juan Mariñan, Pablo Antibil, Pablo Llancamilla, Lorenzo Carpuán, Pascual Lincoggi y José Güenavil. Además comparecen José Melita, Pascual Lepillán, Francisco Marillanca, Pablo Llaupi, Juan Pasllani, Francisco Huenillao, José Mariqueo (hijo), Martín Antillao, Francisco Calbucoi, Juan Güichucura, Juan Leviqueo, Juan Güenuan, Mateo Himanque, Marcos Nicolás Cariqueo, Pascual Liempillán, Luis Calbuqueo, José Buricoi y Bartolo Curapil. Lo hacen junto a los capitanes Ángel Méndez y Anselmo Arévalo.
La donación fue efectuada conforme a beneficios personales, dinero, hospedaje, auxilio y cooperaciones recibidos por los caciques y a la buena relación que se acentúo en el apoyo manifestado por Palma en perseguir los frecuentes robos de animales. Manifiestan de la misma manera que no se hacen pobres con la donación, puesto que de aquel terreno no sacan provecho, ya que el Valle de Cayucupil poseía varios humedales y pantanos en aquel entonces.
Al morir Palma, su concuñado Cornelio Saavedra toma posesión del extenso predio el 14 de diciembre de 1853. Aun así, ya el 15 de febrero de 1853 una tercera parte del predio había sido traspasado a don Domingo Ocampo. La viuda de Palma tendría problemas con la familia Cousiño respecto a este territorio tras una venta posterior a José Petit, su nuevo esposo. 
El 13 de octubre de 1875 se crea el Departamento de Cañete y Cayucupil conforma parte de las 9 subdelegaciones. 
En 1876, tras la muerte de José Petit, se vende la propiedad a Francisco Méndez Urrejola. 
En los primeros días de noviembre de 1881 tras el Alzamiento General Mapuche, Francisco Méndez Urrejola reúne un pequeño ejército en la zona de Cayucupil para defender Cañete de un casi seguro ataque. La llegada de sus hombres inquieta a la población cañetina, pensando que eran los mapuche.
Entre 1882 y 1885, el sacerdote Luis Mansilla Vidal celebró ceremonias católicas en Cayucupil enviado por la Misión Franciscana de Santa Rosa de Tucapel, lo que ayudó a traer paz a la zona.
En 1885, Francisco Méndez Urrejola arrienda la parte más poblada a Fidel Cáceres Jaque por siete años. Más tarde, Cáceres comienza a subarrendar los terrenos ganando por concepto de maquilas. Diez años más tarde hace sociedad agrícola con Roberto Seibt. En 1887, inscribe a su nombre varios predios colindantes al predio Nahuelbuta. Durante 1896 arrienda mayores propiedades a Bernardo Lamilla Rebolledo, Cleonardo Aqueveque, Ildefonso Araneda y José Antonio Tillería. 
En 1899 llega a la zona de Arauco la Comisión Radicadora de Indígenas que inicia diversas mediciones de terrenos para entrega de Títulos de merced, comenzando en Tirúa, finalizando en 1916. Característica de esta mensura fue la adjudicación de pequeños retazos de terrenos que se les reconocen a los mapuches, principalmente en el valle de Cayucupil y Elicura. 
El 7 de febrero de 1908 doña Elena Méndez Zañartu, hija de Francisco Méndez, vende en su totalidad la Hacienda Cayucupil a Fidel Cáceres Jaque por una suma impresionante, un millón de pesos de la época. De aquí se incluyen 100 bueyes, 50 vacas, 200 ovinos y otras dotes de la hacienda. Don Fidel muere en 1923 y en su testamento incluye la posesión de los fundos Santa Clara, Caicupil, Huique, Agua Colorada, Conhueco, Cerro el Molino, Butamalal, Chacay, Calabazo y Reposo.
En 1929 se realiza la partición de bienes entre los herederos Manuel y Anselmo Cáceres Osses. Manuel recibe Caicupil y Calabazo, mientras que Anselmo recibe Santa Clara y Chacay. Los otros fundos se repartieron en herederos menores. En 1939 Anselmo Cáceres vende a la Caja de Colonización Agrícola el fundo Sta. Clara y a Maderas Hernández S.A. el fundo El Chacay. Justamente en la misma década su hermano Manuel había vendido parte importante de la zona poblada a modo de retazos a la familia Montory. 
La Reforma Agraria impulsada por el gobierno a mediados del siglo XX servirá para que los campesinos puedan optar por un terreno propio dentro del valle, dividiendo el terreno en lotes de tierra. Este proceso no está exento de problemas, ya que en algunos sectores, como en el Fundo Porvenir, familias completas son expulsadas y fuertemente reprimidas por la fuerza policial, tal como consigna el boletín de sesión de la Cámara de Diputados del entre enero y marzo de 1964.
Posteriormente nace la Cooperativa Cayucupil, la que buscará otorgar reparticiones de bienes raíces entre los habitantes de la zona y la creación de compañías ganaderas para el sustento de la población. El gobierno de la UP (Unidad Popular) ayudará a las comunidades indígenas del sector a poder establecerse de manera oficial y sin perjuicios en el sector, en las hoy mal llamadas reducciones.

### La llegada de los Servicios Básicos
Pese a que el 24 de febrero de 1886 se crean mediante decreto las escuelas mixtas de Cayucupil y Contulmo, en el antiguo Departamento de Cañete, no fue hasta mediados del siglo XX cuando se construyó un edificio definitivo. Las primeras escuelas de Cayucupil funcionaron provisoriamente en lo que eran estructuras muy similares a un rústico galpón. La construcción oficial -que perdura hasta hoy- se realizó y se inauguró en 1980. Cabe consignar que esta además contaba con Internado de hombres y mujeres para suplir la necesidad de las familias que vivían en los sectores altos de la cordillera de Nahuelbuta y que no podían viajar todos los días por el pésimo estado de los caminos y la lejanía con el establecimiento. El Internado continuaría funcionando durante estos años, siendo cerrado en diciembre de 2008 por decisión del concejo municipal de Cañete ante los bajos niveles de matrícula y el déficit económico que enfrentaba la municipalidad.
A mediados del siglo XX también se instruye la creación de una Estación Médica Rural, que con los años se convertirá en Posta de Salud Rural de Cayucupil, tal como se consigna en Boletín del Servicio Nacional de Salud de 1959. Durante el verano de 1965 se construyó una posta por estudiantes universitarios, mientras que el nuevo edificio se terminó a fines de 2004.
Otros servicios como el Agua Potable Rural llegó a la zona en 1984, conformando un comité que hoy cuenta con más de 386 arranques domiciliarios asociados.  
Los vecinos están agrupados en la Unidad Vecinal N°16 de Cayucupil, logrando concretar la instalación de energía eléctrica en el sector, lo que se produce entre los años 1988 y 1991, consistiendo en dos etapas, financiadas mediante fondos del Ministerio del Interior y Seguridad Pública de Chile. 
El 15 de junio de 2001 un grupo de vecinos de la localidad junto al Cuerpo de Bomberos de Cañete conformarían la Quinta Compañía de Bomberos de Cayucupil. 
La ruta P-560 que une Cañete con Cayucupil fue pavimentada durante el periodo 2005-2007, convirtiéndose en uno de los caminos más bellos de la Región del Bio-Bio. Esta obra que costó más de cuatro mil millones de pesos.
Pese a que el primer teléfono público del sector fue instalado en 1995, la primera antena de telefonía celular de la localidad fue activada a fines de 2012, perteneciente a la compañía Entel y la segunda solo meses más tarde de la compañía Claro.

## Economía
La actividad económica del valle se basa principalmente en los rubros agrícola y forestal. Siendo este último el principal durante los últimos años, debido a la creciente industria de la madera en nuestro país, que contribuyó con la población del sector en los 60' y 70. Las características principales de la economía hablan de actividades primarias monoproductivas y de sustentación mínima. Hoy se desarrollan diferentes iniciativas para levantar el turismo en la zona y no desaprovechar las oportunidades que brinda el progreso. 
La zona cuenta con un gran potencial hidroeléctrico, por lo mismo dos proyectos de esta materia se están gestionando para instalar dos centrales de pasada en el río Butamalal y Cayucupil respectivamente, que se enmarcan en el proyecto de ERNC de Corfo.
Mini Central Hidroeléctrica Cayucupil.(Hidroeléctrica Cayucupil Ltda). Es una central hidroeléctrica de pasada en el río Cayucupil que generará 6 MW de potencia y dará empleo a 60 personas durante su construcción y a dos en su operación. La inversión es de 12 millones 800 mil dólares y ya fue aprobada por la Conama.
Central Hidroeléctrica Butamalal.(RPI Chile Energías Renovables S.A.). Con una inversión de 25 millones de dólares utiliza cien personas para la construcción y 10 para la operación. Se ubica en el río Butamalal antes de la junta con el río Cayucupil a unos 20 km al oriente de la ciudad de Cañete y a unos 7 km del pueblo de Cayucupil. Generará 12 MW y fue aprobada por la Corema.

## Atractivos turísticos

### Río Cayucupil
En la antigüedad llamado Togol-Togol o Nuelas, es hoy un reconocido lugar de esparcimiento en la Comuna de Cañete, pues a disfrutar de sus aguas llegan bañistas de muchos lugares. Sus aguas bajan desde la cordillera de Nahuelbuta y se unen al Río Butamalal en pleno valle, formando un afluente de belleza inigualable y siendo a la vez muy atractivo para los amantes de la pesca. Posteriormente se le llama Río Leiva al llegar a Cañete y desemboca en el océano Pacífico.

### Río Butamalal

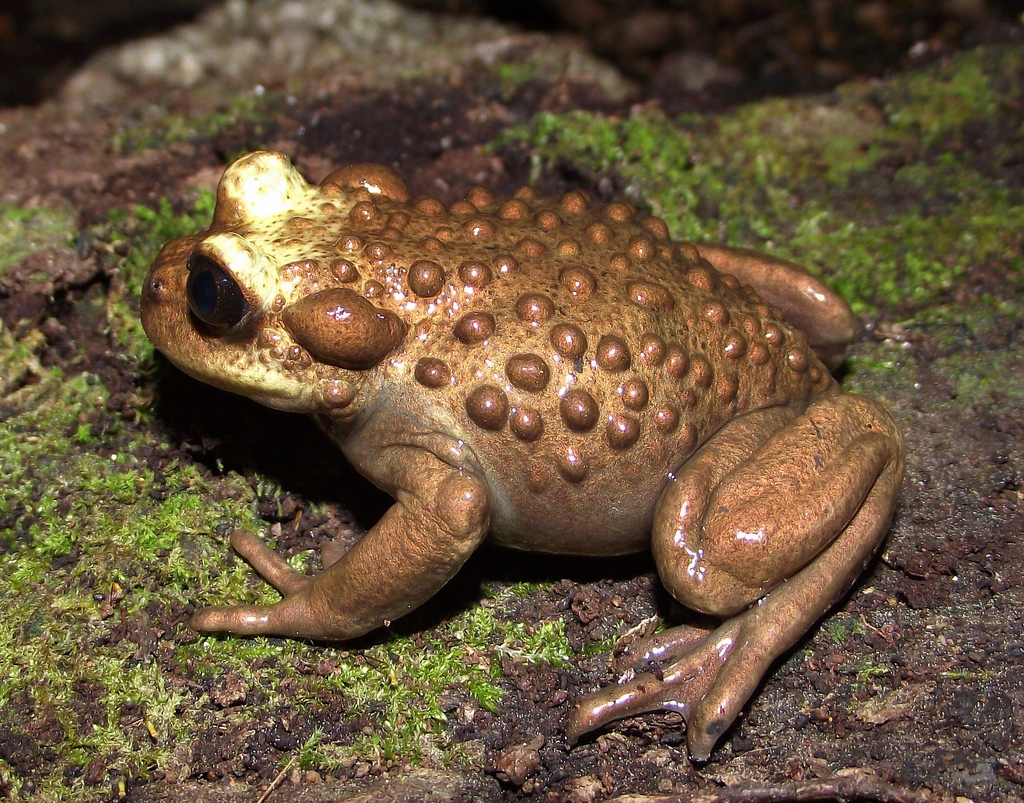
Telmatobufo bullocki en Butamalal

Nace en las entrañas del denso bosque de El Natri en plena Cordillera de Nahuelbuta y baja por el Valle de Butamalal. Posteriormente alimenta el cauce del Río Cayucupil al unirse con él en la Villa de Cayucupil,
En su descenso acoge una singular cantidad de especies de la zona. Siendo las más importantes la gran cantidad de anfibios, entre los que destacan Rhinoderma darwinii, Eupsophus contulmoensis, Eupsophus nahuelbutensis y Telmatobufo bullocki, entre otras. Todas estas con problemas de conservación en Chile.

### Bocatoma
La conocida Toma de Agua de Cayucupil es parte de la construcción del Canal de Regadío de Cayucupil, obra proyectada desde 1956. Está ubicada a unos 8 km de Cayucupil, hacia la cordillera de Nahuelbuta. Se puede acceder a ella a través de la ruta que une Cayucupil y el parque nacional Nahuelbuta, la entrada al lugar se encuentra a un costado del Puente Esperanza que atraviesa el río Cayucupil. Ahí ingrese tomando un camino de tierra que llega hasta lo que es el Canal de Regadío y rodeelo hasta llegar a este hermoso lugar con vegetación natural y unas cuantas aposentadurías para disfrutar ya sea de un rico asado o en verano disfrutar un rato de las refrescantes aguas cordilleranas que bajan por ambos lados de un pequeño islote de un hermoso colorido verdoso. Un sitio ideal para tomar bellas fotografías y al cual también se puede acceder caminando a través de la orilla del canal de regadío de Cayucupil encontrándose también con sorprendentes vistas del río y de los cerros del lugar.

### Parque Nacional Nahuelbuta

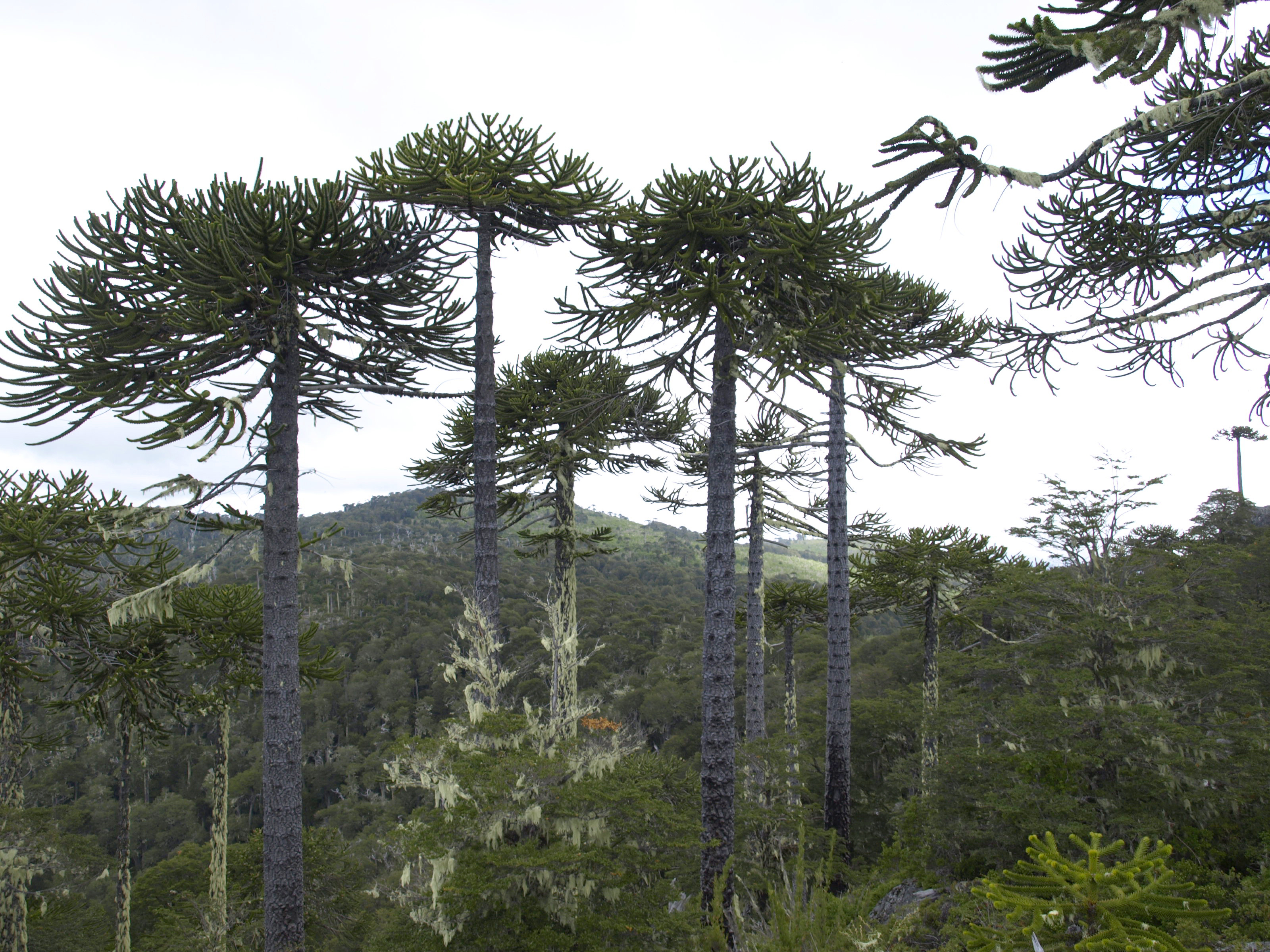
Araucarias en Cordillera de Nahuelbuta

Creado el 4 de enero de 1939 está ubicado a 33 km. De Cayucupil, en dirección a la cordillera. Es uno de los lugares más hermosos de Chile, pues posee Araucarias milenarias y una naturaleza indómita que solo se puede observar en el sur del país. Posee diversas especies entre las que se cuenta zorros, pumas, pájaros carpinteros y aves de los más diversos tamaños y formas. 
Existen varios miradores desde la cúspide de la Cordillera de Nahuelbuta, siendo el más famoso La Piedra del Águila desde donde se puede observar por el este los macizos de la Cordillera de Los Andes y los distintos poblados de la depresión intermedia. Mientras que por el oeste se ven las aguas del Océano Pacífico rompiendo con la costa chilena, además de un diminuto Cañete en el poniente.

### Fundo Anique
Conocido como Parque Recreativo Hernán Anguita, está ubicado en el kilómetro 3 de la ruta que une la ciudad de Cañete con el valle de Cayucupil. Actualmente es arrendado por el municipio local tras no prosperar el donación de su fallecido dueño. Este es un lugar de esparcimiento único en la región, de acceso gratuito y con amplia vegetación rodeada de la naturaleza precordillerana. Es el escenario ideal para el desarrollo de la Feria Agrícola Ganadera y Forestal de la comuna, en la temporada estival, como también otras actividades recreativas y deportivas.

### Fiesta Campesina Cayucupil
Actividad costumbrista desarrollada en el sector de Butamalal. En este evento se inculca el rescate de las tradiciones campesinas del pueblo chileno y cada año se cuenta con más de 8.000 visitantes durante sus tres días de celebración. Por sus escenarios han pasado célebres artistas como Los Huasos Quincheros, Los Hermanos Bustos, René Inostroza, Los Chacareros de Paine, Los Llaneros de la Frontera, entre otros.

## Cultura

### Pueblo Mapuche en Cayucupil
Actualmente el Valle de Cayucupil es un lugar donde conviven diferentes comunidades mapuche con prácticas culturales vigentes. Sus ceremonias siguen siendo espacios para fortalecer la lengua y cultura mapuche. 

#### Comunidades
Tras la aplicación de la Ley 19.253 de 1993, las más importantes reducciones indígenas de Cayucupil pasaron a ser comunidades indígenas. Actualmente existen once comunidades principales, nueve naturales de la zona y dos externas que fueron reubicadas en el lugar.
- Comunidad Indígena Pedro Melita.
- Comunidad Indígena Puleuche Maricoi Cayulen.
- Comunidad Indígena Lautaro Cayucupil.
- Comunidad Indígena Luisa Antili.
- Comunidad Indígena Rukañirre.
- Comunidad Indígena Pablo Güenuán.
- Comunidad Indígena Pedro Melita.
- Comunidad Indígena Ignacio Llancapán.
- Comunidad Indígena Pueico Lepillán.
- Comunidad Indígena Cacique Llancao (Externa).
- Comunidad Indígena Paillaco (Externa).

#### Reducciones
Entre 1909 y 1912, el estado de Chile entregó «títulos de merced», legalizando terrenos a varias agrupaciones de indígenas. 
- Reducción Indígena Pedro Melita.
- Reducción Indígena José Paine Melita.
- Reducción Indígena José Aburto Huicalen.
- Reducción Indígena Juanita Tranamil.
- Reducción Indígena María Huenuhuan vda. de T.
- Reducción Indígena Lorenzo Chanqueo.
- Reducción Indígena Eugenio Quetra.
- Reducción Indígena Juan Paillañir.
- Reducción Indígena Juan Lepillán.
- Reducción Indígena Mateo Anchío.
- Reducción Indígena Pueico Lepillán.
- Reducción Indígena Pablo Güenuán.
- Reducción Indígena Ignacio Llancapán.
- Reducción Indígena Maricoi Cayulem.